# 塞舌尔山
塞舌尔山（英語：Morne Seychellois）是塞舌尔的最高点，位于塞舌尔主要岛屿马埃岛，海拔905米，周边现为塞舌尔最大的国家公园塞舌尔山国家公园，为热带雨林区:882-883。